# Arisierung in Italien
Die Arisierung in Italien bezeichnet den Prozess der Ausschaltung der Juden aus dem wirtschaftlichen und gesellschaftlichen Leben des faschistischen Italien, der mit den italienischen Rassengesetzen 1938 begann. Manchmal wird dafür auch der Begriff
„Entjudung“ verwendet.

## Italienische Rassenpolitik
Ab 1936 wurde in Italien eine antijüdische Stimmung durch die Presse geschürt und im Sommer 1938 durch die Veröffentlichung des Manifests der rassistischen Wissenschaftler die Existenz einer als arisch bezeichneten italienischen Rasse pseudowissenschaftlich belegt. Im Herbst 1938 wurden die ersten italienischen Rassengesetze und -verordnungen mit dem Ziel erlassen, die Juden aus Italien zu entrechten, aber nicht zu ermorden. Das Ziel dieser Maßnahmen bestand darin, die „Arisierung“ der Italienischen Gesellschaft zu erreichen, indem die Juden aus den verschiedenen Bereichen der Wirtschaft, Erziehung und des sozialen Lebens ausgeschlossen wurden und auswandern müssten.

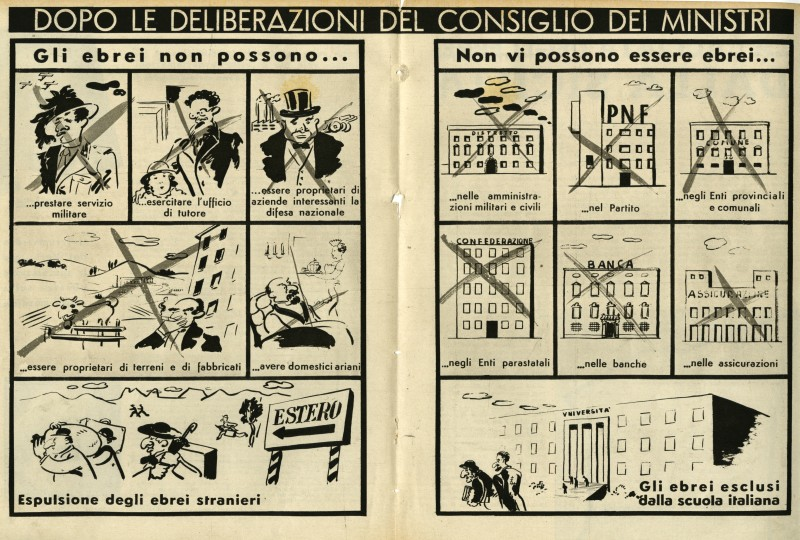
Darstellung zum Rassengesetz

Jüdische Schüler und Lehrer mussten durch Verordnung vom 5. September 1938 die öffentlichen Schulen verlassen. Nach dem Gesetz zum „Schutz der italienischen Rasse“ vom 17. November 1938 wurden Juden aus den Streitkräften, der Nationalen Faschistischen Partei (PNF), aus staatlichen Verwaltungen, Versicherungen, Banken und Universitäten ausgeschlossen. Jüdischer Grundbesitz wurde auf den Gegenwert von 5.000 Lire für unbebautes und 20.000 Lire für bebautes Land beschränkt. Mehr und mehr entzog der italienische Staatsantisemitismus den Juden Italiens ihre wirtschaftliche Lebensgrundlage. Der Text des nebenstehenden Bilds, das im November 1938 im faschistischen Kampfblatt La difesa della razza  erschienen war, liegt zusammen  mit der Übersetzung am Ende des Absatzes vor.
Nach dem Sturz Mussolinis am 25. Juli 1943 und dem Waffenstillstand vom 8. September 1943 wurde der von deutschen Truppen besetzte Teil Italiens unter Mussolini zur Italienischen Sozialrepublik (RSI) erklärt, was die Ausrichtung der Judenpolitik grundlegend änderte. Das deutsche Ziel war die Vernichtung der Juden, wobei Theodor Dannecker als Emissär Adolf Eichmanns entsandt wurde und der deutsche Polizeiapparat mit dem höchsten SS- und Polizeiführer Karl Wolff und dem Befehlshaber der Sicherheitspolizei und des SD Wilhelm Harster aufgebaut wurde. Der Innenminister der Republik von Salo Guido Buffarini Guidi verfügte mit der Polizeiweisung Nr. 5 vom 30. November 1943 die Verhaftung aller Juden durch die italienischen Behörden und deren Einweisung in italienische Konzentrationslager. Die vollständige Enteignung aller italienischen und ausländischen Juden und die Verwertung ihres Vermögens wurde im italienischen Gesetzesdekret der RSI vom 4. Januar 1944 angeordnet.
| DOPO LE DELIBERAZIONI DEL CONSIGLIO DEI MINISTRI             | DOPO LE DELIBERAZIONI DEL CONSIGLIO DEI MINISTRI             | DOPO LE DELIBERAZIONI DEL CONSIGLIO DEI MINISTRI                | DOPO LE DELIBERAZIONI DEL CONSIGLIO DEI MINISTRI                            | DOPO LE DELIBERAZIONI DEL CONSIGLIO DEI MINISTRI                            | DOPO LE DELIBERAZIONI DEL CONSIGLIO DEI MINISTRI                            | DOPO LE DELIBERAZIONI DEL CONSIGLIO DEI MINISTRI |
| ------------------------------------------------------------ | ------------------------------------------------------------ | --------------------------------------------------------------- | --------------------------------------------------------------------------- | --------------------------------------------------------------------------- | --------------------------------------------------------------------------- | ------------------------------------------------ |
| Gli ebrei non possono …                                      | Gli ebrei non possono …                                      | Gli ebrei non possono …                                         |                                                                             | Non vi possono essere ebrei …                                               | Non vi possono essere ebrei …                                               | Non vi possono essere ebrei …                    |
| … prestare servizio militare                                 | … esercitare l’ufficio di tutore                             | … essere proprietari di aziende interessati la difesa nazionale | … nelle amministra– zioni militari e civili                                 | … nel Partito                                                               | … negli Enti provinciali e comunali                                         |                                                  |
| … essere proprietari di terreni e di fabbricati              | … essere proprietari di terreni e di fabbricati              | … avere domestici ariani                                        | … negli Enti parastatali                                                    | … nelle banche                                                              | … nella assicurazioni                                                       |                                                  |
| Espulsione degli ebrei stranieri (Testo nello scudo: Estero) | Espulsione degli ebrei stranieri (Testo nello scudo: Estero) | Espulsione degli ebrei stranieri (Testo nello scudo: Estero)    | Gli ebrei esclusidalla scuola Italiana (Testo sopra il portale: Università) | Gli ebrei esclusidalla scuola Italiana (Testo sopra il portale: Università) | Gli ebrei esclusidalla scuola Italiana (Testo sopra il portale: Università) |                                                  |

| NACH DEN BESCHLÜSSEN DES MINISTERRATS                    | NACH DEN BESCHLÜSSEN DES MINISTERRATS                    | NACH DEN BESCHLÜSSEN DES MINISTERRATS                                             | NACH DEN BESCHLÜSSEN DES MINISTERRATS                                                   | NACH DEN BESCHLÜSSEN DES MINISTERRATS                                                   | NACH DEN BESCHLÜSSEN DES MINISTERRATS                                                   | NACH DEN BESCHLÜSSEN DES MINISTERRATS |
| -------------------------------------------------------- | -------------------------------------------------------- | --------------------------------------------------------------------------------- | --------------------------------------------------------------------------------------- | --------------------------------------------------------------------------------------- | --------------------------------------------------------------------------------------- | ------------------------------------- |
| Juden können nicht …                                     | Juden können nicht …                                     | Juden können nicht …                                                              |                                                                                         | Dort können keine Juden sein …                                                          | Dort können keine Juden sein …                                                          | Dort können keine Juden sein …        |
| … Militärdienst leisten                                  | … den Beruf eines Lehrers ausüben                        | … Inhaber von Unternehmen sein, die an der nationalen Verteidigung beteiligt sind | … in militärischen und zivilen Verwaltungen                                             | … in der Partei                                                                         | … in regionalen und kommunalen Institutionen                                            |                                       |
| … Eigentümer von Grundstücken und Gebäuden sein          | … Eigentümer von Grundstücken und Gebäuden sein          | … arische Hausangestellte beschäftigen                                            | … in halbstaatlichen Institutionen                                                      | … in Banken                                                                             | … in Versicherungen                                                                     |                                       |
| Ausweisung ausländischer Juden (Text im Schild: Ausland) | Ausweisung ausländischer Juden (Text im Schild: Ausland) | Ausweisung ausländischer Juden (Text im Schild: Ausland)                          | Juden sind von italienischen Schulen ausgeschlossen (Text über dem Portal: Universität) | Juden sind von italienischen Schulen ausgeschlossen (Text über dem Portal: Universität) | Juden sind von italienischen Schulen ausgeschlossen (Text über dem Portal: Universität) |                                       |

## Institutionen
Das Erziehungsministerium unter Giuseppe Bottai hatte schon am 19. August 1938 also vor Erlass des Rassengesetzes die Universitäten und Bibliotheken angewiesen, einen Census mit Fragebögen zur Rassen- und Religionszugehörigkeit ihrer Mitarbeiter und Mitglieder ans Ministerium zu senden, um frühzeitig eine vollständige Arisierung im Schulwesen erreichen zu können.
Das Ente Gestione e Liquidazione Immobiliare (EGELI) war eine Behörde, die 1939 zur Zeit des Italienischen Faschismus zur Verwaltung und Verwertung jüdischer Immobilien und Unternehmen gegründet worden war und dem Finanzministerium unterstand. Bei der Liquidation der Vermögensteile musste sie auch auf die Rechte von arischen Teilhabern, Vorkaufsrechte, Sicherungsansprüche aus Krediten usw. achten, so dass die EGELI wegen des zögerlichen Fortschritts im April 1940 in der Presse heftig angegriffen wurde.
Die DemoRazza (Generaldirektion für Demografie und Rasse) war die zentrale Schaltstelle der faschistischen italienischen Rassenpolitik. Sie wurde im Juli 1938 im italienischen Innenministerium aus der vormaligen Direktion für Demografie gebildet und wurde mit der Erarbeitung und Durchsetzung der italienischen Rassengesetzgebung samt Ausführungsbestimmungen befasst. Das von Mussolini und Guido Buffarini Guidi vom Innenministerium maßgeblich beeinflusste zentrale Rassengesetz vom 17. November 1938 über Maßnahmen zur Verteidigung der italienischen Rasse verfolgte bei der Definition der Juden konkurrierende Ziele, ließ Zweifelsfälle bei der Rassenbestimmung, offerierte die Arisierung von Personen durch ein Rassengericht (Tribunale della Razza) und sah Übergangsregelungen für verdienstvolle Juden (discriminazione d. h. eine positiv intendierte Form der Diskriminierung) vor. Das schuf Regelungsbedarf und Verschärfungsmöglichkeiten auf der administrativen Ebene. Der Katalog an Gesetzen und Verordnungen wurde bis 1943 fast im Wochentakt erweitert.

## Restitution
Mit Gesetz vom 19. Oktober 1944 wurde Lehrkräften, die aus politischen oder rassischen Gründen von der Universität ausgeschlossen worden waren, das Recht auf Rückkehr in ihr Amt gewährt. Das Gesetz vom 27. Mai 1946 ließ die Lehrstühle verfallen, wenn der zurückgekehrte Professor emeritierte.
Nach dem Krieg wurde die EGELI mit der Rückerstattung der beschlagnahmten Vermögen betraut. Dies gelang mit einigem Aufwand und Verzögerungen fast zur Gänze. Am 13. November 1957 wurde die EGELI aufgelöst, die Abwicklung der Restfälle und des Restvermögens durch das Finanzministerium dauerte bis ins Jahr 1997.